# Anolis pseudotigrinus
Anolis pseudotigrinus är en ödleart som beskrevs av  Ayrton Amaral 1933. Anolis pseudotigrinus ingår i släktet anolisar, och familjen Polychrotidae. Inga underarter finns listade i Catalogue of Life.